# Magirus-Deutz Uranus
Der Magirus-Deutz Uranus war ein Lkw-Modell des deutschen Nutzfahrzeugherstellers Magirus-Deutz in Ulm. Mit bis zu 250 PS aus einem luftgekühlten V12-Motor mit einem Hubraum von 15.966 cm³ von Klöckner-Humboldt-Deutz war der Uranus der stärkste in Deutschland produzierte Lkw seiner Zeit.
Das schwere, dreiachsige Fahrzeug kam 1955 als „A12000 Uranus“ auf den Markt und diente als Fahrgestell für Feuerwehr- und Militärkranwagen sowie für schwere Zugmaschinen. Daneben existierten Varianten als Sattelzugmaschine und Muldenkipper, vor allem für den Export.
Auch eine schwächere Version mit 170 PS war als „Uranus 170A“ bis 1959 im Angebot. Diese Version wurde aus dem Programm genommen, da sie mit Erscheinen des Jupiter 6×6 überflüssig geworden war.
Der erste Feuerwehrkranwagen erschien 1956 mit dem KW 12 (12 Tonnen Traglast). Dieses Modell war damals konkurrenzlos stark auf dem Markt, nicht nur hinsichtlich der Motorleistung, sondern auch hinsichtlich der Traglast des Krans von rund 12 Tonnen. Anschließend wurde die Traglast auf 15 Tonnen, ab 1960 auf 16 Tonnen (KW 16) sowie schlussendlich auf bis zu 20 Tonnen (KW 20) Traglast aufgewertet und blieb bis 1975 im Programm.
Im Rahmen einer Änderung bei der Modell-Nomenklatur im Hause Magirus-Deutz wechselte der Uranus seinen Namen 1964 auf „250D25“. Die 250 stand für 250 PS, die 25 für 25 Tonnen Gesamtgewicht.
Produktionsende war 1975. Insgesamt entstanden rund 1570 Stück vom A12000 Uranus bzw. 250D25. Hauptabnehmer waren Feuerwehr und Militär. Bis heute existieren noch zahlreiche Fahrzeuge in Oldtimersammlungen.

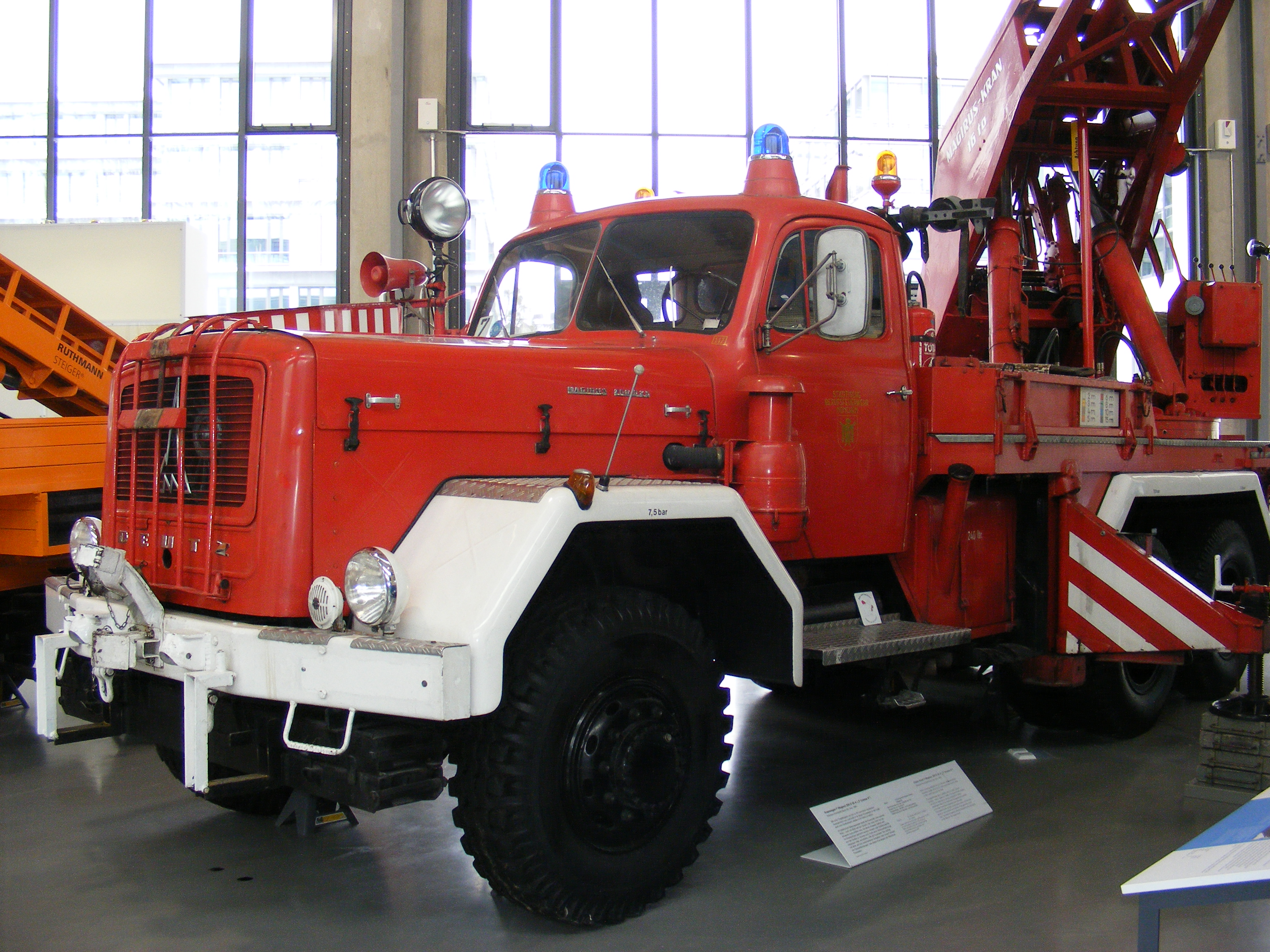
KW 16
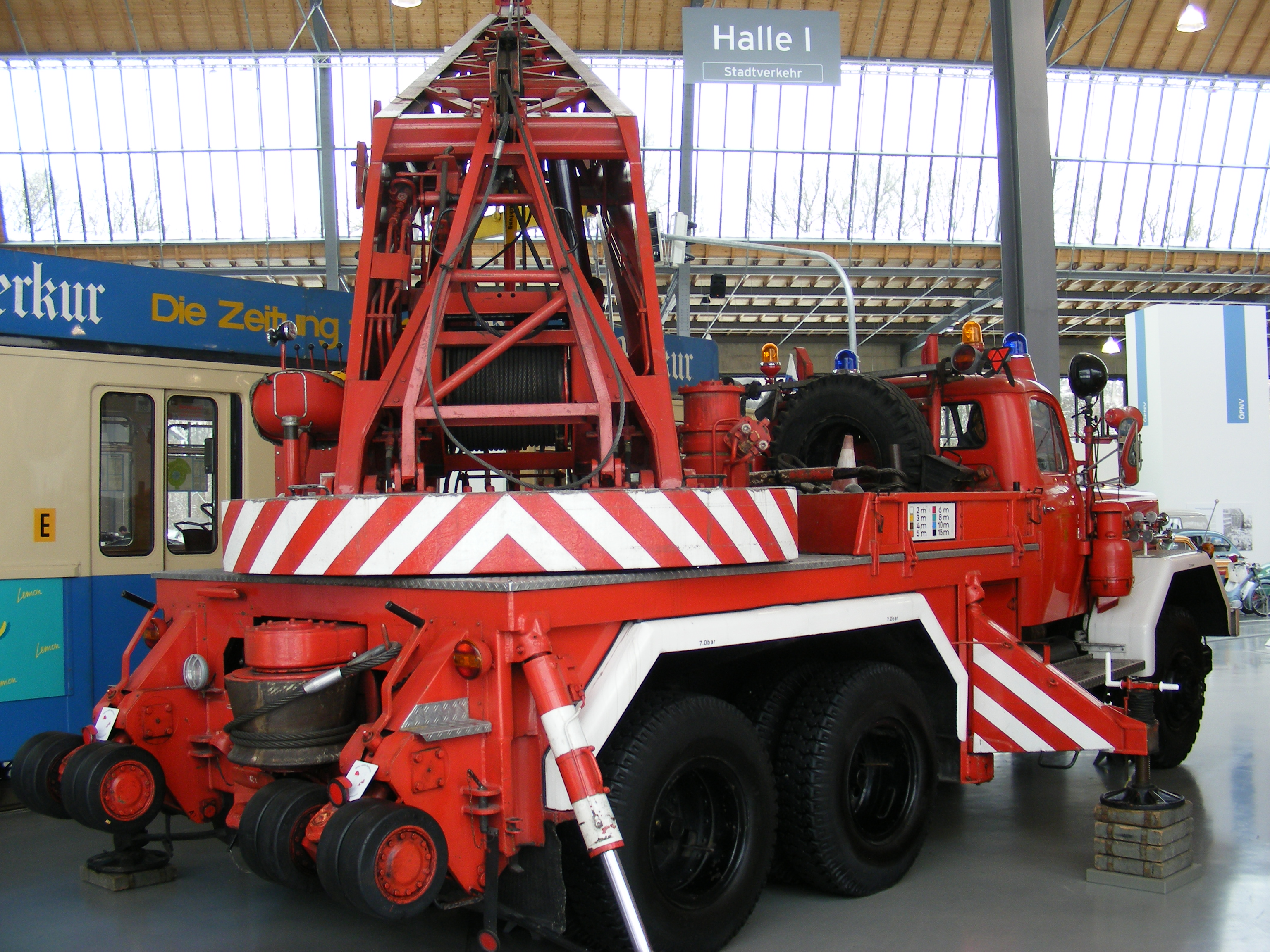
KW 16, Heckansicht
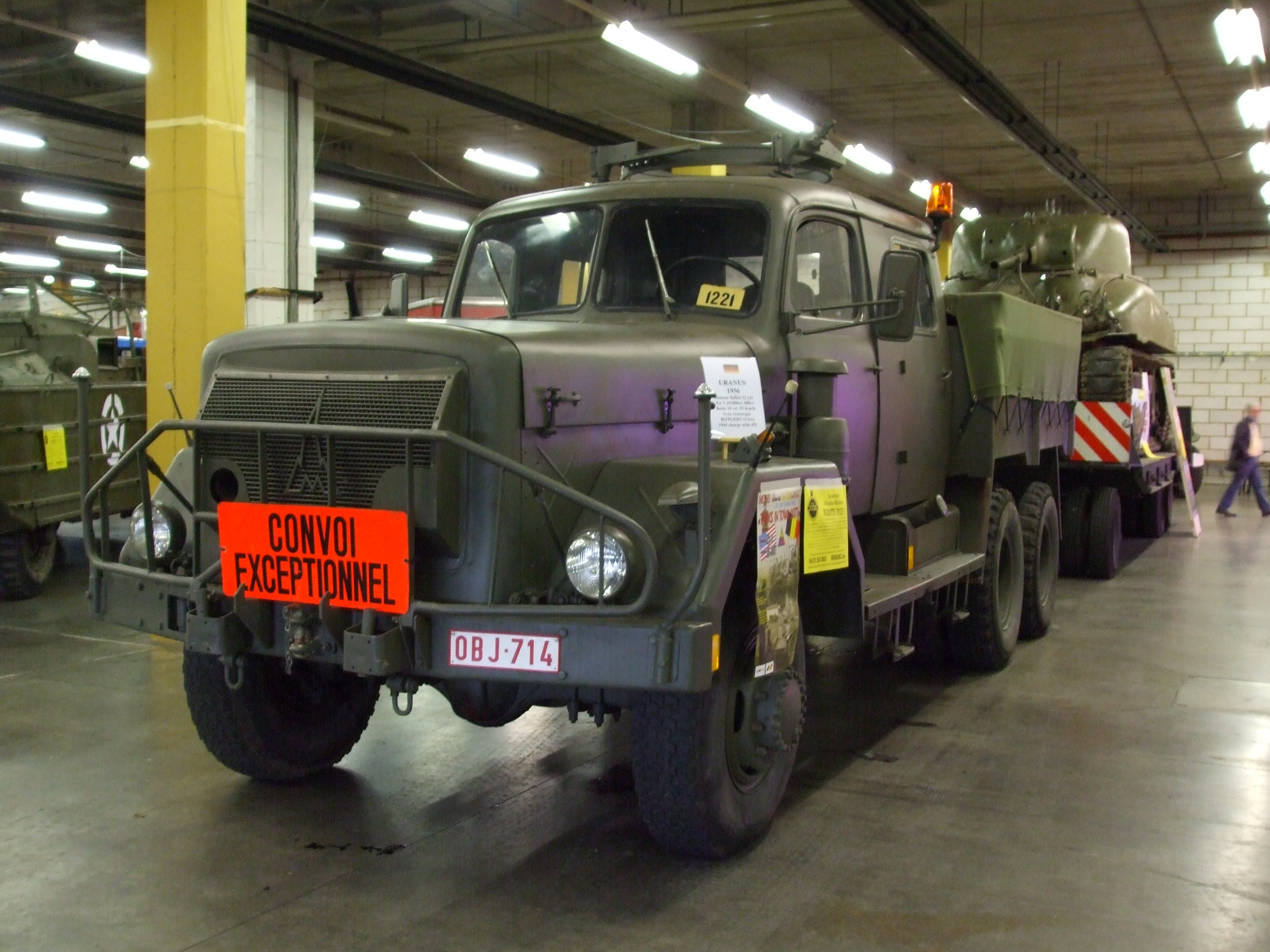
Militär-Zugmaschine
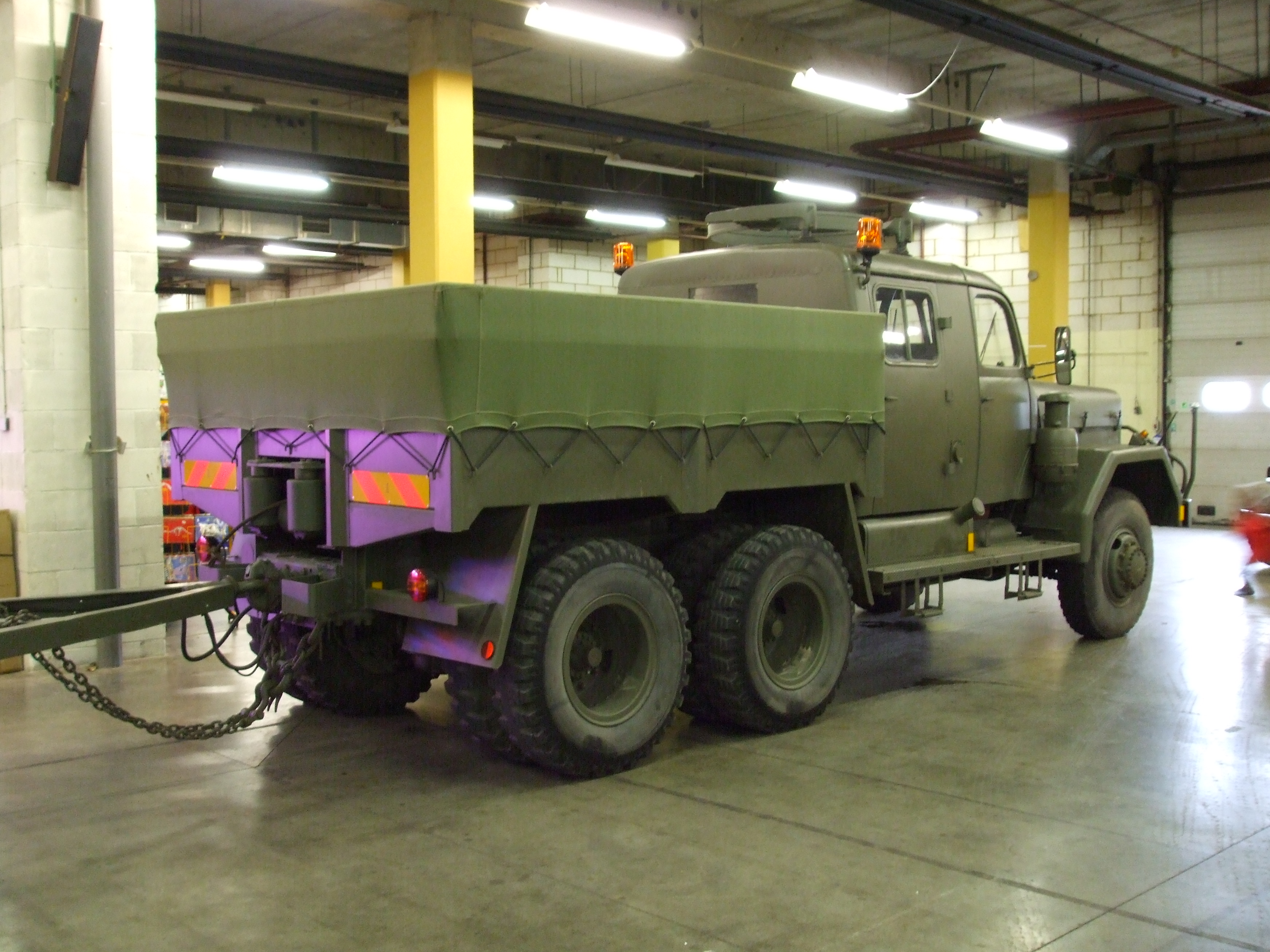
Militär-Zugmaschine, Heckansicht
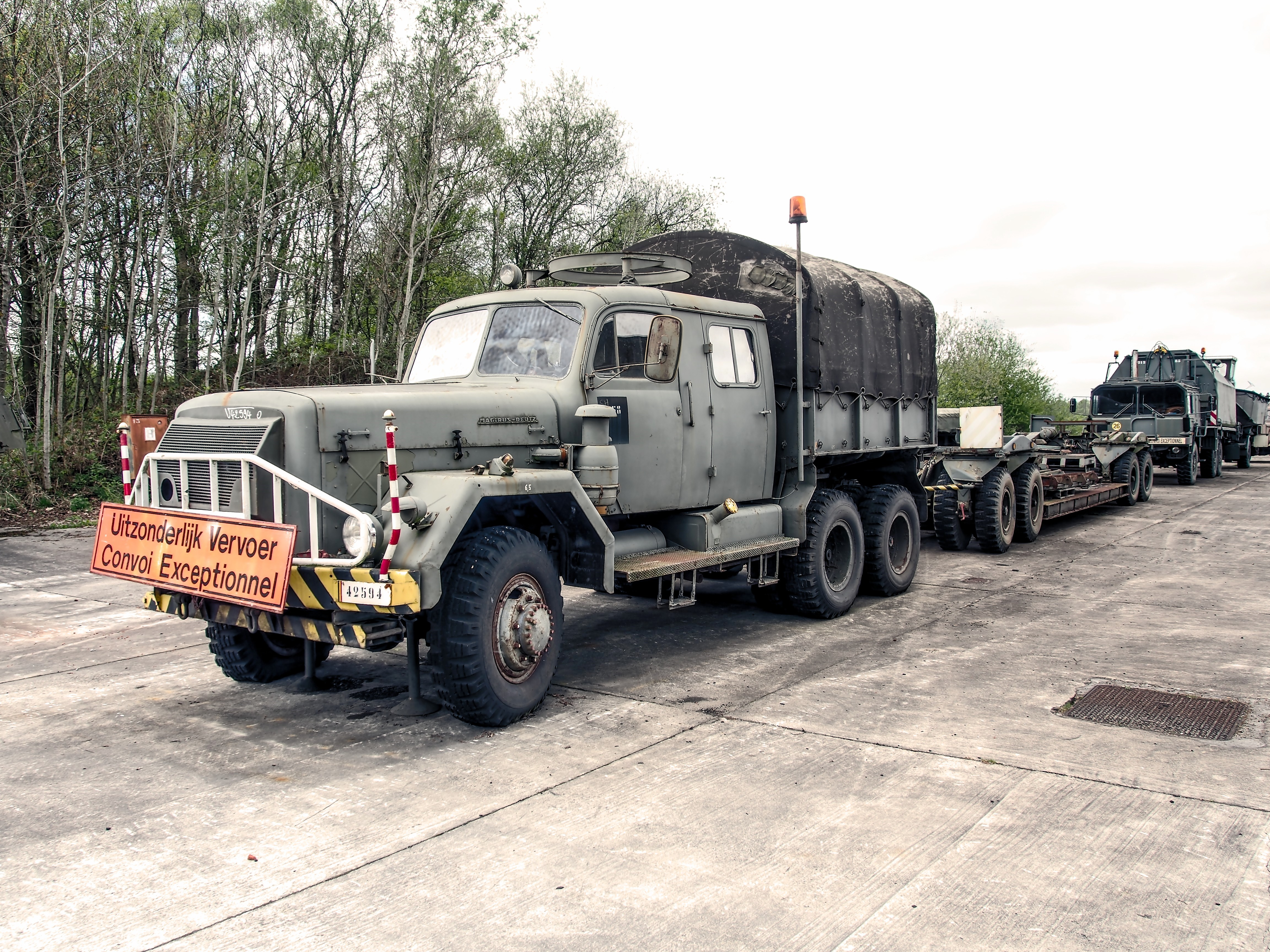
Militär-Zugmaschine mit Anhänger
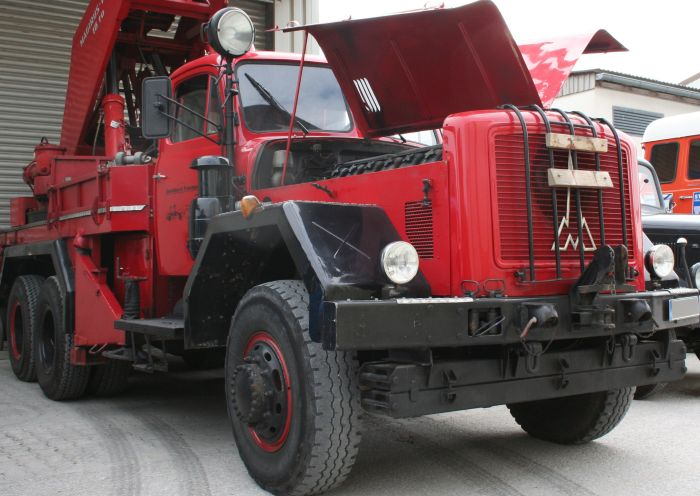
KW 16
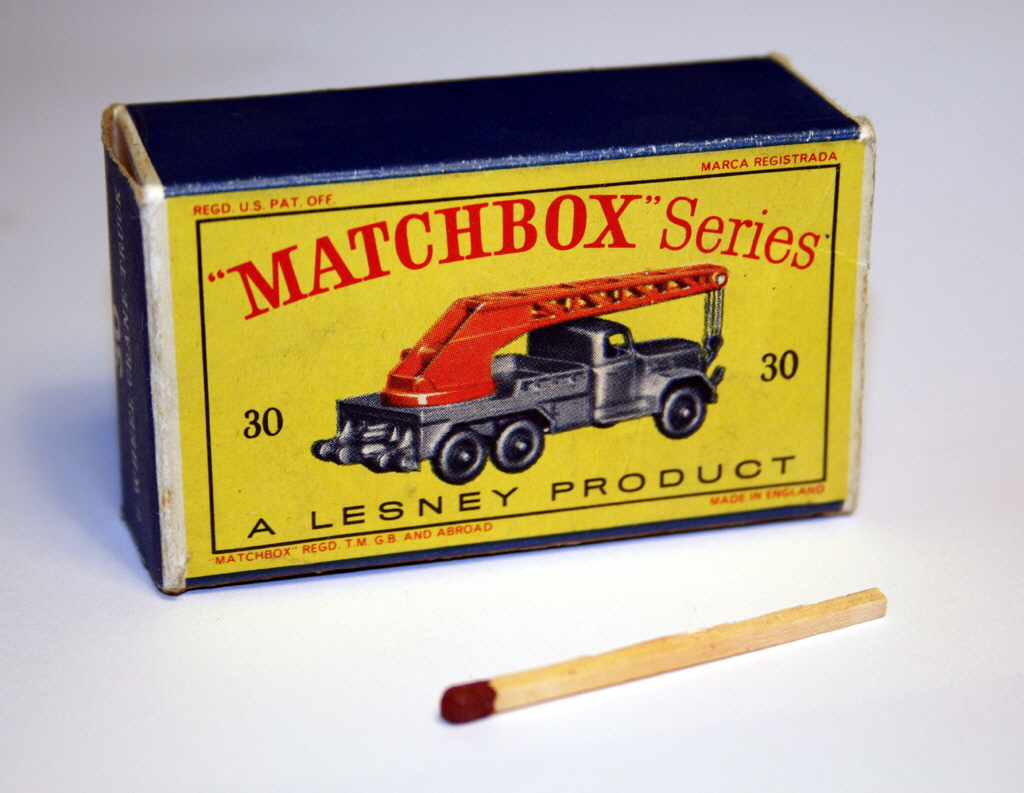
Matchbox-Schachtel eines KW-Modells

## Technische Daten
| Uranus                 | Uranus                     | Uranus                    |
| ---------------------- | -------------------------- | ------------------------- |
| Modell                 | F 250 D 25 A               | 170 A                     |
| Bauzeitraum            | 1955 – 1975                | 1955 – 1959               |
| Motor                  |                            |                           |
| Motorbezeichnung       | F12L614                    | F8L614                    |
| Motortyp               | 12-Zylinder in V-Anordnung | 8-Zylinder in V-Anordnung |
| Einspritzverfahren     | Wirbelkammereinspritzung   | Wirbelkammereinspritzung  |
| Kühlung                | Luftkühlung                | Luftkühlung               |
| Bohrung × Hub          | 110 × 140 mm               | 110 × 140 mm              |
| Hubraum                | 15.966 cm³                 | 10.644 cm³                |
| Nennleistung           | 250 PS bei 2300 min−1      | 170 PS bei 2300 min−1     |
| Maximales Drehmoment   | 920 Nm bei 1200 min−1      | 620 Nm bei 1200 min−1     |
| eff. Druck             | 7,1 bar                    | 7,2 bar                   |
| Verdichtungsverhältnis | 17,8:1                     | 17,8:1                    |
| Kraftstoffverbrauch    |                            |                           |